# لوكاس فاسكيز
لوكاس فاسكيز إيغليساس (تلفظ بالإسبانية: /ˈlukaz ˈβaθkeθ iˈɣlesjas/؛ مواليد 1 يوليو 1991) المعروف بـ لوكاس فاسكيز. هو لاعب كرة قدم إسباني كان يلعب في مركز الظهير الأيمن مع ريال مدريد والمنتخب الإسباني.
بدأ مسيرته المهنية مع ريال مدريد، حيث شارك لأول مرة مع الفريق في عام 2015 بعد أن قضى موسم على سبيل الإعارة مع إسبانيول. شارك لأول مرة في الدوري الإسباني مع الأخير. منذ عودته إلى ريال مدريد في عام 2015، شارك في أكثر من 200 مباراة مع النادي وفاز خلالها بـ23 بطولة رئيسية بما في ذلك خمس ألقاب دوري أبطال أوروبا وأربعة ألقاب الدوري الإسباني.
مثّل فاسكيز إسبانيا في بطولة أمم أوروبا 2016 وكأس العالم 2018.

## مسيرته الكروية

### ريال مدريد
وُلد فاسكيز في كورتيس، غاليسيا، والتحق فاسكيز بصفوف الشباب في ريال مدريد في صيف 2007، وكان يبلغ من العمر وقتها 16 سنة. وقد لعب أول مباراة له في موسم 2010–11 مع الفريق ج، وسجل خلال هذا الموسم 4 أهداف في 23 مباراة ليساعد الفريق الإحتياطي للعودة إلى دوري الدرجة الثانية بعد غياب لمدة خمس سنوات. ولعب أول مباراة له في 25 فبراير 2012 في مباراة التعادل 2–2 ضد لا رودا.

### إسبانيول
في 19 أغسطس 2014، تمت إعارة فاسكيز إلى إسبانيول، في صفقة استمرت لمدة موسم. لعب أول مباراة له بالمسابقة في 30 أغسطس، ودخل كبديل في الشوط الثاني عن سالفا سيفييا في مباراة الخسارة 1–2 ضد ضيفه إشبيلية.
سجل فاسكيز هدفه الأول في الدوري الإسباني في 5 أكتوبر 2014، في مباراة الفوز 2–0 على ريال سوسييداد. في 3 يونيو من العام التالي، وقع عقدًا دائمًا لمدة أربع سنوات مع شركة بريكوس، مقابل مليوني يورو.

### عودته إلى ريال مدريد
في 30 يونيو 2015، مارس ريال مدريد شرط إعادة الشراء، وعاد فاسكيز إلى النادي. لعب أول مباراة في 12 سبتمبر في مباراة الفوز 6–0 على فريقه السابق إسبانيول، ولعب أول مباراة له كلاعب أساسي بعد أسبوع، في مباراة الهزيمة 1–0 ضد غرناطة.
سجل فاسكيز أول هدف رسمي له في 30 ديسمبر 2015، بعد دخوله كبديل لكريم بنزيما في أخر 15 دقيقة أمام ريال سوسييداد، ونجح في تحقيق الفوز 3–1 على ملعب سانتياغو بيرنابيو. لعب في سبع مباريات في دوري أبطال أوروبا، حيث أنهى البطولة كبطل مع الفريق الملكي. في المباراة النهائية ضد أتليتيكو مدريد، دخل كبديل مرة أخرى عن الفرنسي بنزيما في وقت متأخر من الشوط الثاني وعندها كانت النتيجة 1–1، ونجح في وضع الكرة في الشباك عندما تحولت المباراة إلى ضربات الترجيح.
بدأ فاسكيز كأس السوبر الأوروبي 2016 ضد نادي إشبيلية، حيث قدم صنع هدف سيرخيو راموس في الوقت بدل الضائع ليأخذ المباراة إلى وقت إضافي، حيث فاز ريال مدريد في النهاية 3–2. وقع عقدًا جديدًا في 26 أكتوبر 2016، ليستمر في النادي حتى عام 2021.
لعب فاسكيز 33 مباراة خلال موسم 2016–17 وسجل هدفين، حيث ساعد ريال مدريد على أول بطولة دوري له منذ خمس سنوات. بالإضافة للعبه في 10 مباريات في دوري أبطال أوروبا خلال الموسم، وسجل هدف واحد في مرحلة المجموعات كما فاز فريقه أيضا بدوري الأبطال للمرة الثانية على التوالي.
شارك فاسكيز بعشر مباريات خلال دوري أبطال أوروبا 2017–18 وسجل هدفًا واحدًا، عندما فاز ريال مدريد بلقبه الثالث على التوالي والثالث عشر في تاريخه في البطولة.
في نوفمبر 2019، كسر إصبع قدمه بعد أن اسقط وزنًا عليه. بعد عودته، شارك في 18 مباراة خلال موسم الدوري، حيث فاز ريال مدريد بلقب الدوري الإسباني لموسم 2019–20.
خلال موسم 2020–21، تعرّض فاسكيز لإصابة في 10 أبريل 2021 خلال فوز ريال مدريد 2–1 في الكلاسيكو ضد برشلونة، وتبيّن لاحقًا أنه سيغيب عن بقية الموسم بسبب إصابة في الرباط الصليبي الخلفي في ركبته اليسرى.
في 3 يونيو 2021، وقّع فاسكيز عقدًا جديدًا لمدة ثلاث سنوات، يمتد حتى عام 2024 مع ريال مدريد. وفي 18 يوليو 2024، وقّع عقدًا جديدًا لمدة عام واحد يمتد حتى عام 2025.
في 24 مايو 2025، خاض فاسكيز مباراته رقم 400 مع ريال مدريد في الفوز 2–0 على ريال سوسيداد في الجولة الأخيرة من الدوري الإسباني 2024–25، منهياً مسيرته مع النادي برصيد إجمالي بلغ 23 لقبًا.

## مسيرته الدولية
لم يمثل فاسكيز إسبانيا على أي فئة من فئات الشباب. في 17 مايو 2016، كان ساؤول نيغيز وسيرخيو ريكو اللاعبين الثلاثة الذين لم يسبق لهم اللعب والذين تم اختيارهم في الفريق المؤقت لفيسنتي ديل بوسكي في بطولة أمم أوروبا 2016 في فرنسا، كما تم ضمه في القائمة النهائية المكونة من 23 لاعب. لعب أول مباراة له في 7 يونيو، ودخل عن الدقيقة 61 في مباراة الخسارة في المباراة الودية 0–1 ضد جورجيا في كوليسيوم ألفونسو بيريز.
لعب فاسكيز مباراة واحدة في البطولة، بعد أن دخل كبديل لألفارو موراتا في الدقيقة 70 من مباراة الهزيمة 0–2 في دور الـ16 ضد إيطاليا على ملعب فرنسا. ثم أدرج في التشكيلة النهائية لكأس العالم 2018. شارك لأول مرة في البطولة في 15 يونيو عندما دخل كبديل عن دافيد سيلفا في الدقائق الأربع الأخيرة من مباراة دور المجموعات التي انتهت بالتعادل 3–3 أمام البرتغال.

## الإحصائيات
آخر تحديث 2 يناير 2021.
| النادي            | الموسم   | الدوري | الدوري  | الكأس1 | الكأس1  | أوروبا | أوروبا  | المجموع | المجموع |
| النادي            | الموسم   | الظهور | الأهداف | الظهور | الأهداف | الظهور | الأهداف | الظهور  | الأهداف |
| ----------------- | -------- | ------ | ------- | ------ | ------- | ------ | ------- | ------- | ------- |
| ريال مدريد كاستيا | 2011–12  | 26     | 4       | –      | –       | –      | –       | 26      | 4       |
| ريال مدريد كاستيا | 2012–13  | 26     | 3       | –      | –       | –      | –       | 26      | 3       |
| ريال مدريد كاستيا | 2013–14  | 40     | 8       | –      | –       | –      | –       | 40      | 8       |
| ريال مدريد كاستيا | المجموع  | 92     | 15      | –      | –       | –      | –       | 92      | 15      |
| إسبانيول (إعارة)  | 2014–15  | 33     | 3       | 5      | 1       | –      | –       | 38      | 4       |
| ريال مدريد        | 2015–16  | 25     | 4       | 1      | 0       | 7      | 0       | 33      | 4       |
| ريال مدريد        | 2016–17  | 33     | 2       | 7      | 1       | 10     | 1       | 50      | 4       |
| ريال مدريد        | 2017–18  | 33     | 4       | 10     | 3       | 10     | 1       | 53      | 8       |
| ريال مدريد        | 2018–19  | 31     | 1       | 10     | 3       | 6      | 1       | 47      | 5       |
| ريال مدريد        | 2019–20  | 18     | 2       | 1      | 1       | 4      | 0       | 23      | 3       |
| ريال مدريد        | 2020–21  | 14     | 2       | 0      | 0       | 5      | 0       | 19      | 2       |
| ريال مدريد        | المجموع  | 145    | 15      | 29     | 8       | 42     | 3       | 225     | 26      |
| الإجمالي          | الإجمالي | 279    | 33      | 35     | 9       | 42     | 3       | 356     | 45      |

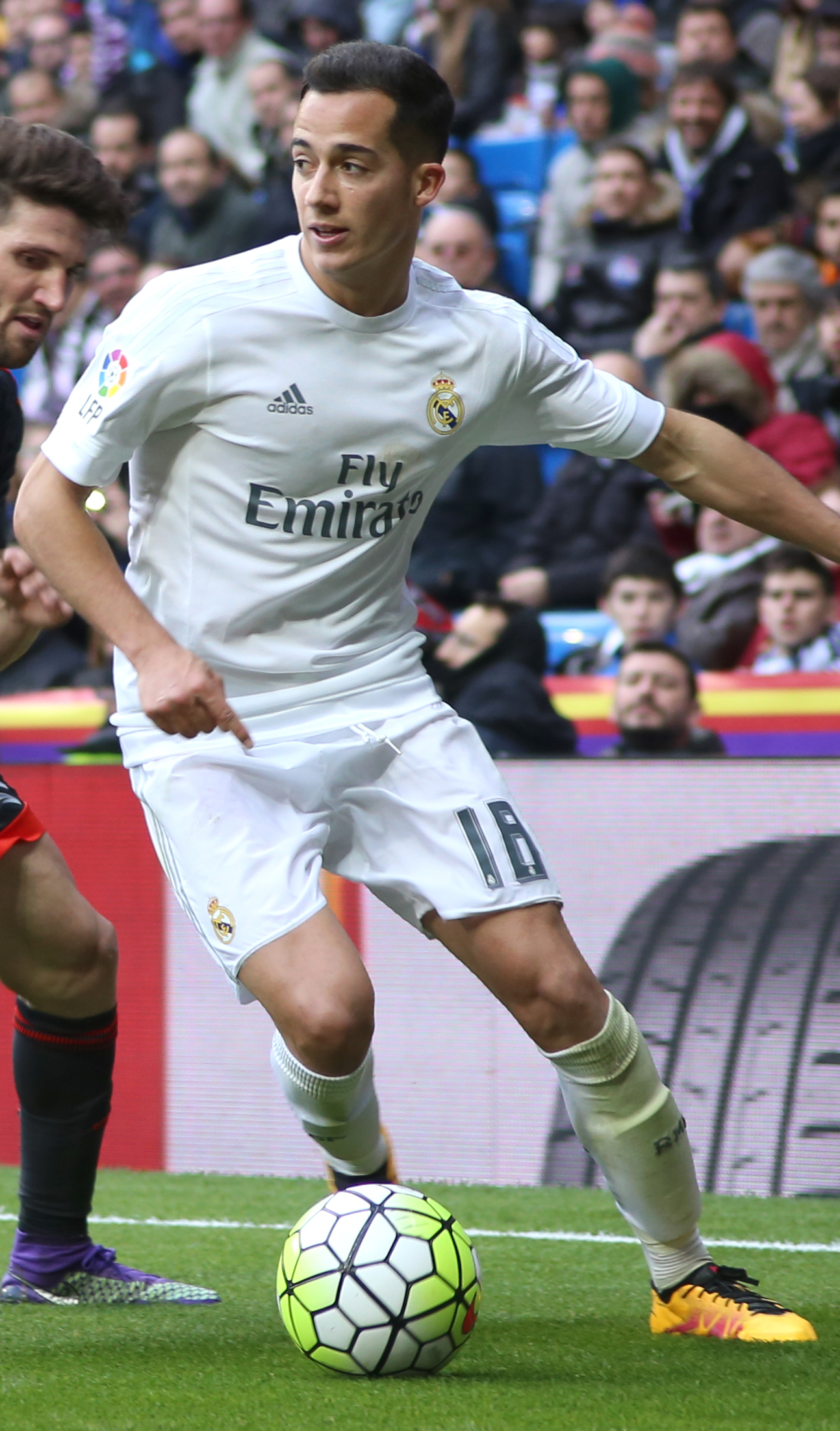
فاسكيز في مباراة ريال مدريد وسيلتا فيغو في 2016

1 تشمل كأس السوبر الإسباني وكأس السوبر الأوروبي كأس العالم للأندية.

### المنتخب
آخر تحديث 20 يونيو 2018.
| إسبانيا | إسبانيا | إسبانيا |
| العام   | الظهور  | الأهداف |
| ------- | ------- | ------- |
| 2016    | 3       | 0       |
| 2017    | 0       | 0       |
| 2018    | 6       | 0       |
| المجموع | 9       | 0       |

## الإنجازات

### النادي
ريال مدريد كاستيا
- الدوري الإسباني الدرجة الثانية ب: 2011–12

 ريال مدريد
- الدوري الإسباني: 2016–17،[40] 2019–20[41]، 2021–22،[42] 2023–24[43]
- كأس ملك إسبانيا: 2022–23[44]
- كأس السوبر الإسباني: 2017[45] 2019–20[46]، 2021–22،[47] 2023–24[48]
- دوري أبطال أوروبا: 2015–16،[49] 2016–17،[50] 2017–18[51]، 2021–22،[52] 2023–24[53]
- كأس السوبر الأوروبي: 2016،[54] 2017[55]، 2022،[56] 2024[57]
- كأس العالم للأندية: 2016،[58] 2017[59] 2018، [60] 2022[61]
- كأس القارات للأندية: 2024[62]

## وصلات خارجية
- لوكاس فاسكيز على موقع ريال مدريد الرسمي
- لوكاس فاسكيز على موقع الاتحاد الدولي (مؤرشف)  (الإنجليزية)
- لوكاس فاسكيز على موقع الاتحاد الأوربي (الإنجليزية)
- لوكاس فاسكيز على موقع إي إس بي إن إف سي (الإنجليزية)
- لوكاس فاسكيز على موقع قاعدة بيانات كرة القدم.إي يو (الإنجليزية)
- لوكاس فاسكيز على موقع ليكيب (الفرنسية)
- لوكاس فاسكيز على موقع ناشيونال فوتبول تيمز (الإنجليزية)
- لوكاس فاسكيز على موقع Soccerbase.com (لاعب) (الإنجليزية)
- لوكاس فاسكيز على موقع Soccerway.com (الإنجليزية)
- لوكاس فاسكيز على موقع عالم كرة القدم.نت (الإنجليزية)
- لوكاس فاسكيز على موقع AS.com (الإسبانية)